# Léonide Moguy

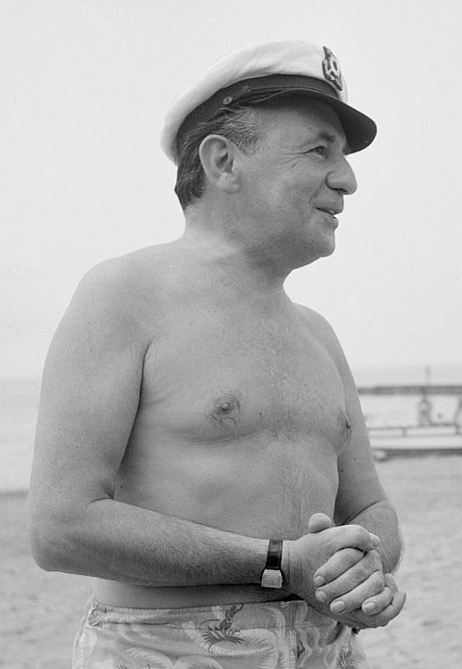
Léonide Moguy (1955)

Léonide Moguy, eigentlich Leonid Mogilewski (russisch Леонид Могилевский) (* 14. Juli 1898 in Sankt Petersburg, Russisches Kaiserreich; † 20. April 1976 in Paris, Frankreich) war ein russisch-französischer Schnittmeister und Filmregisseur.

## Leben und Wirken

### In der Sowjetunion
Moguy hatte Jura, politische Ökonomie und Psychologie studiert. Noch in der Sowjetunion knüpfte er erste Kontakte zum Film. Er begann als Filmkritiker, trat dann in den ukrainischen Filmrat ein und organisierte 1923 einen experimentellen Filmworkshop in Moskau, der auf den psychologischen Prinzipien von Binet und Washburne basierte. Anschließend wurde Moguy Assistent des Filmproduzenten Joseph Ermolieff. In dieser Zeit realisiert Moguy auch eine Reihe von Dokumentarfilmen, darunter auch einen über Leo Tolstoi. 1927 übernahm er die Leitung eines filmischen Versuchslabors ein. Im Jahr darauf übersiedelte er nach Paris, um dort die Bearbeitung sowjetischer Filme für den französischen Markt zu übernehmen.

### Im Westen
Mit Anbruch der Tonfilm-Ära wurde Moguy zum Filmschnitt geholt, ehe er nach einer Regieassistenz 1935 („Baccara“) im Jahr darauf seinen ersten eigenen Film inszenieren durfte. Bereits sein Regiedebüt, Unruhe im Mädchenpensionat, war ein großer Publikumserfolg. Bis Kriegsausbruch 1939 drehte Moguy vor allem dramatische und melodramatische Stoffe, ehe der Jude knapp der Besetzung Frankreichs durch die Wehrmacht entging und über Lissabon in die Vereinigten Staaten auswanderte. In Hollywood fand Moguy Beschäftigung als B-Film-Regisseur und drehte mit „Paris After Dark“ 1943 ein antinazistisches Propagandastück über die okkupierte französische Hauptstadt. Auch die nächste Arbeit, „Action in Arabia“, verband Abenteuerfilmelemente mit antinazistischer Propaganda. 1945 ermöglichte er Ava Gardner in „Whistle Stop“ ihre erste substantielle Hauptrolle.
Kurz nach Kriegsende kehrte Léonide Moguy nach Frankreich heim und drehte in der Folgezeit reine Massenunterhaltung ohne jedweden künstlerischen Anspruch, dafür bisweilen aber mit hochspekulativen Ansätzen. In Italien brachte er zu Beginn der 1950er Jahre mit den beiden zarten Liebes- und Initiationsgeschichten „Morgen ist es zu spät“ und „Morgen ist ein anderer Tag“ die italienische Nachwuchskünstlerin Pier Angeli groß heraus und ebnete ihr damit 1950 den Weg nach Hollywood (Fred Zinnemanns Teresa). Mit dem Ende seiner inszenatorischen Tätigkeit – sein Abschiedswerk „Les hommes veulent vivre“ thematisierte 1961 die Angst vor einem Atomkrieg – übernahm Léonide Moguy die Leitung der kinematographischen Abteilung des Roten Kreuzes.

### Trivia
2012 erwies der Cineast Quentin Tarantino dem Kollegen seine Reverenz, in dem er einem seiner Charaktere in Django Unchained dessen Namen gab.

## Filmografie
als Schnittmeister
- 1932: La Merveilleuse Journée
- 1933: Charlemagne
- 1933: Théodore et Cie
- 1934: Le Scandale
- 1934: Le Comte Obligado
- 1935: Divine
- 1935: Baccara

als Spielfilmregisseur (komplett)
- 1936: Unruhe im Mädchenpensionat / Vater sein – dagegen sehr (Le Mioche)
- 1938: Prison sans barreaux (auch Drehbuch)
- 1938: Conflit
- 1939: Le Deserteur / Je t’attendrai
- 1939: Irrlichter der Grenze (L'Empreinte du dieu)
- 1943: Paris After Dark
- 1944: Action in Arabia
- 1946: Whistle Stop
- 1947: Die Festung der Fremdenlegion (Bethsabée)
- 1950: Morgen ist es zu spät (Domani é troppo tardi)
- 1950: Morgen ist ein anderer Tag (Domani é un altro giorno)
- 1953: Kinder der Liebe (Les Enfants de l'amour)
- 1956: Im Sumpf von Paris (Le Long des Trottoirs)
- 1957: Mädchenfalle (Donnez-moi ma chance)
- 1961: Les hommes veulent vivre